# Heteropogon divisus
Heteropogon divisus is een vliegensoort uit de familie van de roofvliegen (Asilidae). De wetenschappelijke naam van de soort is voor het eerst geldig gepubliceerd in 1902 door Daniel William Coquillett.